# 郑鸣
郑鸣（1957年—2023年8月1日），男，北京人，中国摄影记者、导演。曾连续三年当选“全国十佳新闻摄影记者”。